# ミキシンググラス

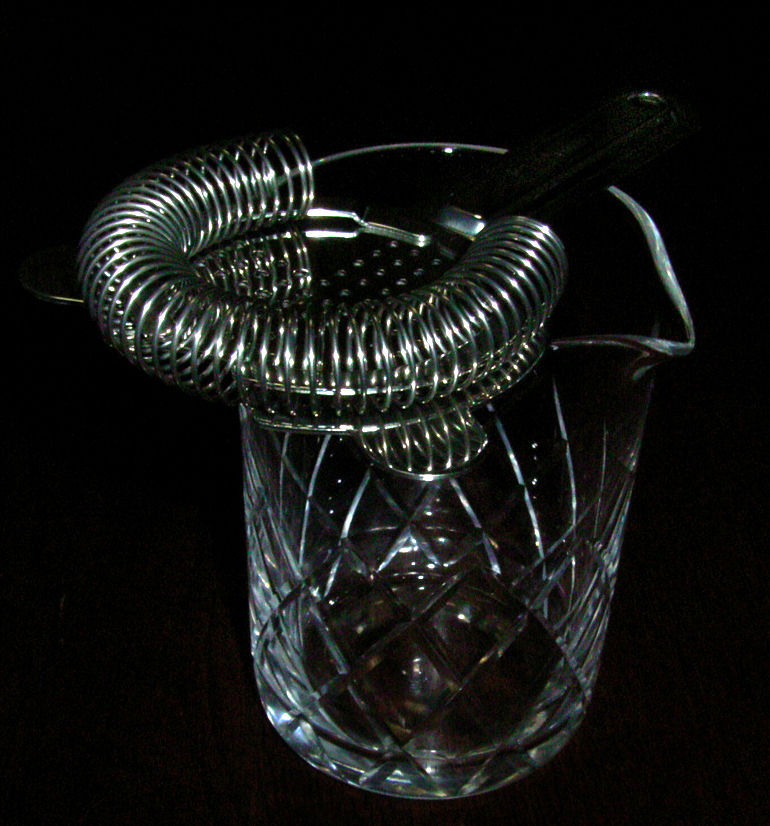
ミキシンググラスと付属のストレーナー

ミキシンググラス（英: mixing glass）は、酒と酒などの混ざりやすい材料同士をかき混ぜるときや、カクテルを透明に仕上げる場合に使う大きめのグラスのこと。バーグラス（英: bar glass）とも呼ばれる。厚手のガラス製で、注ぎ口がついている。ストレーナーと呼ぶ、濾すための蓋が付属し、冷却に用いた氷や果汁に含まれる果肉などを濾しながらカクテルをグラスに注ぐことが出来る。